# Hutchanahalli, Chiknayakanhalli
Hutchanahalli là một làng thuộc tehsil Chiknayakanhalli, huyện Tumkur, bang Karnataka, Ấn Độ.